# Leitungsband
Der Begriff Leitungsband gehört in der Festkörperphysik zum Bändermodell, mit dem die elektrische Leitfähigkeit von Materialien erklärt wird. Er bezeichnet das Energieband, das über dem höchsten, am absoluten Temperatur-Nullpunkt (T = 0 K) voll mit Elektronen besetzten Energieband (Valenzband) liegt.
Dabei kann es
- sich teilweise mit dem Valenzband überlagern (z. B. bei Natrium) und so teilweise besetzt sein (Metalle und Halbmetalle)
- vom Valenzband durch die Bandlücke getrennt und daher unbesetzt sein (Halbleiter und Isolatoren).

## Bedeutung beim Ladungstransport
Befinden sich Elektronen eines Materials im Leitungsband, so können sie aufgrund freier Energiezustände im Leitungsband leicht Energie aus einem elektrischen Feld aufnehmen. Sie bewegen sich gemäß dem Bloch-Theorem, vergleichbar freien Teilchen, als Quasiteilchen. Das Material ist daher elektrisch leitfähig.
Bei Halbleitern und Isolatoren ist das Leitungsband durch die Bandlücke vom Valenzband getrennt. Elektronen können diese nur durch äußere Energiezufuhr überwinden – durch thermische, kinetische oder photonische Anregung (siehe auch: photoelektrischer Effekt).
Die theoretische Berechnung aller Bänder kristalliner Festkörper erfolgt quantenmechanisch unter Anwendung des Bloch-Theorems, um die Elektronenzustände im periodischen Potenzial (dem der Atome im Festkörper) zu erhalten.